# Tao Hongjing
Tao Hongjing (456-536), nombre de cortesía Tongming, fue un erudito y autor chino, estudioso, calígrafo, alquimista, farmacólogo, y astrónomo durante las dinastías Meridionales y Septentrionales (420-589). Es conocido como el fundador de la escuela Shangqing «Claridad máxima» del Taoísmo y el compilador-editor de los textos religiosos básicos de Shangqing.

## Biografía
Hay una variedad de fuentes sobre la vida de Tao Hongjing, desde sus propios escritos en las Veinticuatro Historias oficiales. El sinólogo británico Lionel Giles dijo que la «versatilidad de Tao era sorprendente: erudito, filósofo, calígrafo, músico, alquimista, farmacólogo, astrónomo, puede ser considerado como el homólogo chino de Leonardo da Vinci»

### Vida secular
Tao Hongjing nació en Moling (秣 陵, actual Danyang, Jiangsu), que estaba cerca de la capital correspondiente al período de las dinastías Meridionales y Septentrionales, Jiankang (actual Nanjing ). Su padre Tao Zhenbao (陶 貞 寶) y su abuelo paterno Tao Long (陶 隆) eran ambos unos estudiosos eruditos , calígrafos expertos y expertos en fitoterapia china. Su madre, Lady Hao (郝 夫人) y su abuelo materno, eran devotos budistas.
Era un lector prodigioso y una vez que su interés se despertaba en un tema, no se detenía hasta que finalizar su estudio completo. Según las biografías oficiales leyó la hagiografía taoísta Shenxian zhuan  a la edad de diez años, después de lo cual decidió convertirse en un yǐnshì (隱士 «recluso; ermitaño»).
Ocupó varios puestos judiciales bajo las dinastías Liu Song (420-479), Qi del Sur (479-502) y dinastía Liang|Liang (502-587). Cuando Tao tenía unos veinticinco años, Xiao Daocheng (蕭道成), el futuro emperador Gao (r 479-482), fundador de la dinastía Qi del Sur, lo nombró tutor de los príncipes imperiales Xiao Ye (蕭 曅, 467-494 ) y Xiao Gao (蕭 暠, 468-491). Después de que el padre de Tao murió en el 481, renunció a su cargo para observar el habitual período de luto filial de tres años. Sin embargo, el sucesor de Gao, el Emperador Wu de Qi del Sur (r. 482-493), lo nombró tutor para su hijo el príncipe Xiao Jian (蕭 鏗, 477-494), y lo designó como el general de la Guardia de la Izquierda del Palacio en el 483. La madre de Tao murió en el 484, y él dimitió de su cargo.
Durante el período de luto por su madre del 484 al 486, Tao Hongjing estudió con el maestro taoísta Sun Youyue (孫 遊 岳, 399-489), que había sido discípulo de Lu Xiujing (陸修靜, 406-477), el estandarizador de las escrituras y rituales de la Escuela Lingbao..Recibió estudios sobre el canto de las escrituras y en el dibujo y escritura de talismanes sobrenaturales. Sun le mostró algunos manuscritos de las revelaciones originales de Shangqing [o Maoshan], de las que Tao quedó fascinado, según la tradición, estas revelaciones fueron dictadas a Yang Xi, cuando estaba en Maoshan entre 364 y 370 y tenía visiones repetidas de deidades taoístas del Cielo de la Claridad Superior (es decir, Shangqing上清) Tao hizo su primera visita a Maoshan (Monte Mao, 茅山) al oeste de Jintan. Esta montaña en origen se llamaba Gouqushan 句 曲, que es el nombre de una gruta taoísta -cielo en el lago Tai, Jiangsu. También viajó hacia el este a Zhejiang para comenzar a recoger los manuscritos reveladores originales en el año 490.

### Reclusión en Maoshan

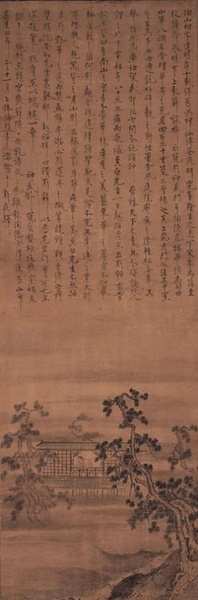
Tao Hongjing escuchando los pinos, 1442 (Período Muromachi), Museo de la Prefectura de Yamanashi.

A la edad de 36 años, Tao Hongjing renunció a su puesto oficial en la corte y se retiró para concentrarse en la investigación  alquímica en Maoshan. El emperador Wu patrocinó la construcción de una ermita de tres pisos con techo de paja llamada Huayang guan (華陽 館, «Abadía del Florecimiento Yang»).  A partir del año 497, el emperador Ming del sur de Qi encargó a Tao que experimentara con la fabricación de espadas para la familia imperial, y le proporcionó mensualmente cinco libras de hongos y dos pintas de miel blanca para poder llevar a cabo experimentos en dietética taoísta. Tao terminó de compilar los manuscritos reveladores de Shangqing, y lo editó un compendio alrededor del 499 Zhen'gao(真 誥). También comenzó a viajar a montañas famosas en busca de plantas medicinales y elixires.
Tao Hongjing y Xiao Yan 蕭衍 (464-549), el fundador de la dinastía Liang (502-587), eran viejos amigos. Al final de la dinastía Qi, Tao le presentó a Xiao un texto de pronóstico que confirmaba que era el sucesor legítimo del Qi. Cuando Xiao Yan ascendió al trono como el emperador Wu de Liang (502-549), trató a Tao Hongjing con un gran respeto. —Nota: Tao sirvió bajo dos gobernantes llamados Wudi (武帝, emperador marcial), emperador emperador Wu de Qi del Sur el emperador Wu de Liang; para evitar confusiones, este último se llamará Xiao Yan—. En el 514, Xiao Yan ordenó que la ermita de Zhuyang guan (朱陽 館) patrocinada por el estado se construyera sobre Maoshan y Tao se instaló al año siguiente. El emperador mantenía una correspondencia regular con Tao, a menudo visitaba Maoshan para consultar asuntos importantes de estado, y le dio el título de Shanzhong zaixiang (山 中 宰相, «Gran Consejero de las Montañas»). El devoto budista Xiao Yan proporcionó apoyo financiero a Tao, eximió a su escuela de Shangqing de los decretos antitaoístas del 504 y del 517. En el año 504, Xiao Yan encargó a Tao realizar experimentos alquímicos y le proporcionó los minerales requeridos.
Entre los años 508 y 512, Tao viajó por todo el sureste, en las provincias modernas de Fujian, Zhejiang y Fuzhou, para continuar realizando experimentos alquímicos en las montañas. Durante sus viajes, conoció al visionario Zhou Ziliang 周子良 (497-516), quien se convirtió en su discípulo. Durante 18 meses, Zhou registró sus visiones espirituales de algunas de las mismas divinidades Maoshan vistas por Yang Xi, pero estas divinidades le informaron a Zhou que su destino era convertirse en inmortal, y cometió un suicidio ritual con un venenoso elixir compuesto de hongos y cinabrio. Tao encontró los manuscritos de Zhou escondidos en una gruta de Maoshan, y los editó en el Zhoushi mingtong ji (周氏 冥 通), que presentó a Xiao Yan en el 517.
Poco se sabe sobre las últimas dos décadas de la vida de Tao. Sus únicas obras literarias de este período son dos inscripciones estelares, una dedicada a Xu Mai 300 (300-348, un mecenas de Yang Xi), que data del 518, y otra a Ge Xuan, que data del 522.

### Nombres
Hongjing tenía varios nombres. Su apellido Tao ( 陶 , lit. «cerámica») es bastante común y su nombre de pila combina hóng ( 弘 «grande») y jǐng ( 景 «escena»). Tao eligió Tongming (通明) por su nombre de cortesía y Huayang Yinju (華陽 隱居, Recluso de yin y Yang, refiriéndose al nombre de su abadía de Maoshan) por su seudónimo. Los contemporáneos de Tao Hongjing lo llamaron Shanzhong zaixiang (山 中 宰相, «Gran Consejero de las Montañas»). Recibió los nombres póstumos de Zhenbai (貞 白, «Integridad») o Zhenbai Xiansheng (貞 白先生, «Integridad Maestra») y Huayang Zhenren (華陽 真人, «Hombre santo del yin y Yang»). Xiao Yan le otorgó el título póstumo Zhongsan Dafu (中散大夫, «Gran Maestro del Palacio de Ocio»). Durante la dinastía Tang, fue nombrado también póstumamente el noveno patriarca del linaje de Shangqing.

## Obras literarias

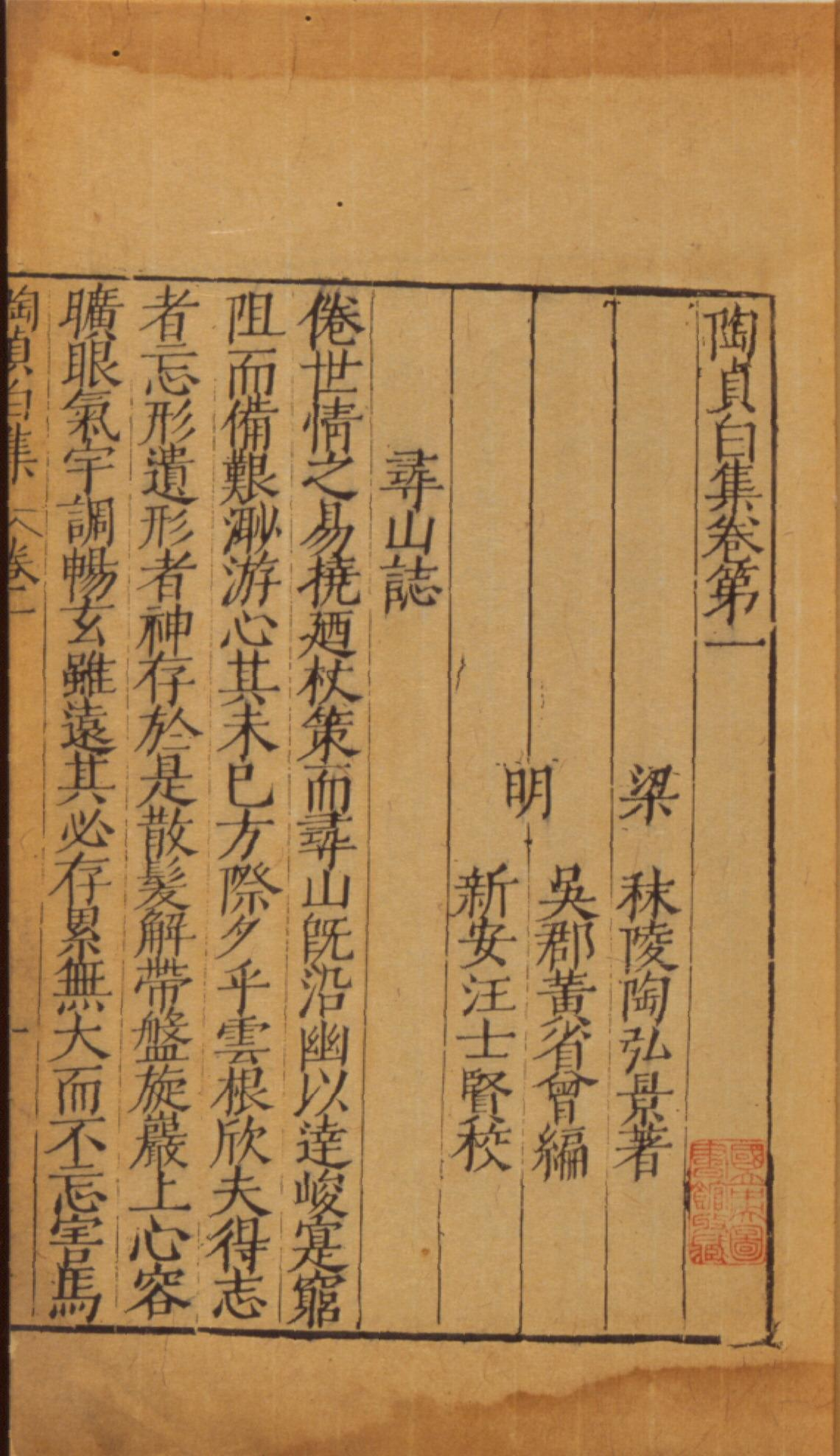
Xunshan zhi (尋 山 志, «Rapsodia sobre la exploración de las montañas») que Tao Hongming escribió a la edad de quince años, edición de la dinastía Ming (1573-1620)

La carrera literaria de Tao Hongjing comenzó a la edad de quince años con su obra fu -como Xunshan zhi (尋山志,  «Rapsodia sobre la exploración de las montañas»). En su juventud, también escribió ensayos, comentarios y comenzó a reunir un compendio de conocimiento de 1000 volúmenes, el Xueyuan (學園).
fue un escritor prolífico y tenía un amplio conocimiento de los clásicos chinos, la historia, la literatura, la numerología, la astrología, la geografía y la medicina tradicional china. Recopiló unas cincuenta obras, como Gujin zhoujun ji (古今 州郡, «Notas sobre antiguas y modernas provincias y comandancias») y Lunyu jizhu (論語 集注, «Comentarios recopilados sobre el Lunyu»).

En la obra Poesía de las seis dinastías, el poema más conocido de Tao Hongjing fue escrito en respuesta a la pregunta de Xiao Yan: «¿Hay algo en las montañas?». Expresa su intención de ser un recluso y no abandonar las montañas.

Me preguntaste «¿Hay algo en las montañas?», 

Hay muchas nubes blancas sobre la cresta de la montaña. 

Solo pueden ser admiradas y disfrutadas por mí mismo, 

pero no vale la pena sostenerlas en mis manos, 

y presentarte ante ti, mi señor.
Ancient and Early Medieval Chinese Literature Trad.r Knechtges, 2014, pp=1080-1081
El Daozang (Canon taoísta) contiene muchas de las obras de Tao Hongjing, como Zhen'gao, Huayang Tao Yinju Ji (華陽 陶 集 集, «Escrituras florecientes Yang del ermitaño Tao») y Yangming Yanming Lu (養 性 延命 錄, «Extractos sobre nutrición espiritual Naturaleza y Prolongación de la Vida Corporal»). La colección Siku Quanshu incluye tres obras de Tao Hongjing, el Zhen'gao (真 誥, «Declaraciones del perfeccionado»), Gujin daojian lu (古今 刀劍 «Registro de espadas antiguas y recientes») y Zhenling weiye tu (真 靈 «Cuadro de los Rangos y Funciones de los Inmortales Perfeccionados»), que fue la primera obra taoísta sobre teogonía.

## Religión
Fue educado en las tradiciones taoístas asociadas con los escritos de Dàodé jīng, Zhuangzi y Ge Hong sobre la búsqueda de la inmortalidad. Alrededor del 486, Tao recibió la iniciación en la Escuela Lingbao de taoísmo de su maestro Sun Youyue.  Abogó por la síntesis de las tres enseñanzas del confucianismo, taoísmo y budismo, y se inició en el budismo en Ningbo. Su refugio de Maoshan tenía dos salas, una taoísta y una budista, y Tao alternó sus rituales de adoración a diario.

### Budismo
Tao Hongjing continuó sus intereses en el budismo y formalmente tomó votos en el 513. Tanluan (475-542), el fundador del budismo de la Tierra Pura en China, según los informes estudió el taoísmo y la ciencia herbolaria bajo Tao. Algunos elementos arquitectónicos de la tumba de Tao, descubiertos en Maoshan durante la Revolución Cultural, tienen una inscripción que lo nombra como «un discípulo del Buda y del Altísimo Señor Lao [zi]».

### Taoísmo
Tao Hongjing fue efectivamente el fundador de la escuela Shangqing o Maoshan (Maoshan zong 茅山宗). Desde el 483, se interesó en las revelaciones de Shangqing concedidas a Yang Xi más de un siglo antes y decidió recoger los manuscritos autógrafos originales, utilizando la caligrafía como uno de los criterios para establecer su autenticidad. Comenzó a reunir los manuscritos de los taoístas que vivían en Maoshan durante el año 488 y sus principales adquisiciones datan de ese año al 490 cuando viajó a Zhejiang. Cuando se retiró a Maoshan el año 492 tuvo la intención de editar los manuscritos, inspirándose en Gu Huan (顧 歡, 425?-488?) ahora perdido, (Zhenji jing 真跡 經, «Escritura sobre las Huellas de los Perfeccionados»), una versión anterior de Tao, pero a la vista insatisfactoria de las revelaciones de Yang Xi. Entre los años 498 y 499, apoyado por el emperador, anotó y compiló completamente los manuscritos. Su empresa dio como resultado dos obras principales, la esotérica cerca de 493 Dengzhen yinjue (登 真 隱 訣, «Instrucciones ocultas para el ascenso a la perfección») y la cercana al 499 Zhen'gao («Declaraciones de lo Perfeccionado»), que estaba destinado a una amplia circulación.  Tao también compiló un catálogo completo de textos de Shangqing, que ya no existe. Además, las revelaciones de Shangqing le inspiraron a componer un comentario a uno de los textos recibidos por Yang Xi, el Jianjing (劍 經, «Escritura de la Espada»), que está incluido en el Taiping Yulan. Más tarde, en el 517, Tao editó el Zhoushi mingtong ji (周氏 冥 «Registros de las comunicaciones del Sr. Zhou con el Invisible») basado en sus manuscritos autógrados de las revelaciones otorgadas a su discípulo Zhou Ziliang, que se había suicidado el año 516 después de recibir visiones sucesivas de los Perfeccionados.

## Protociencia

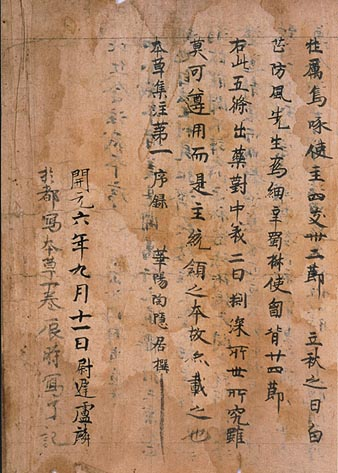
Manuscritos de Dunhuang del prefacio de Bencao jizhu de Tao Hongjing (本草 集注, «Comentarios recogidos al Shennong Ben Cao Jing»), fechado en el 718.

El sinólogo Roger Greatrex describe a Ge Hong y Tao Hongjing como «científicos primitivos» que hicieron numerosas observaciones de fenómenos naturales, e intentaron concordar con la teoría de los Cinco Elementos. En términos modernos, Tao experimentó con la protociencia en lugar del método científico. Su metodología y resultados tienen importancia en la historia de la ciencia y tecnología en China. El comentario farmacológico de Tao usa el término yàn (驗, «examinar, probar, verificar») para denotar la eficacia médica de las sustancias.

### Farmacología
El padre y el abuelo de Tao Hongjing eran expertos en hierbas medicinales, y él compartía sus intereses en la farmacopea y la medicina. Poco después de compilar el Zhen'gao realizó un importante trabajo de farmacología: el Bencao jing jizhu (本草 經  «Comentarios recogidos de la Materia Médica»), que fue una reedición crítica de la dinastía Han, el Shennong Ben Cao Jing atribuida a Shennong, el legendario inventor de la agricultura y farmacología. Aunque el comentario original de Tao ya no existe, es ampliamente citado en la posterior materia médica, y se descubrieron fragmentos en los manuscritos de Dunhuang.
El prefacio de Tao explica que a partir del período Wei - Jin, las copias del texto Shennong Ben Cao Jing se habían corrompido, y los médicos contemporáneos «no son capaces de comprender claramente la información y como resultado su conocimiento se ha vuelto superficial». Explica además que su comentario combina material anterior del Shengnong bencao jing (al que Tao se refiere como Benjing) y otras fuentes farmacológicas anteriores, material de su Mingyi bielu (名醫 別 «Registros suplementarios de médicos famosos») e información recopilada de textos alquímicos, en particular lo que él llama xianjing (仙 經, «Clásicos sobre elixires de inmortalidad») y daoshu (道 書, «libros sobre técnicas taoístas»). Mientras que la farmacopea en su principio únicamente tenía sustancias graduadas en superior, medio e inferior, Tao las reorganizó en una clasificación que continúa usándose hoy en día: minerales, árboles y plantas, insectos y animales, frutas, vegetales cultivados y granos. Para cada sustancia en Bencao jing jizhu, Tao proporciona información sobre la disponibilidad, fuentes, nomenclatura alternativa, apariencia, similitudes y confusiones, idoneidad para uso medicinal, efectividad, citas de fuentes clásicas y de otro tipo, y errores en textos existentes. Tao está considerado «el fundador efectivo de la farmacología crítica en China», y sus ediciones y comentarios fueron «producciones minuciosas, utilizando, por ejemplo, tintas de diferentes colores para distinguir el texto, anotaciones originales y sus propias adiciones editoriales».
También escribió otros textos farmacológicos que incluyen Tao Yinju Bencao (陶 隱居 «Farmacopea del ermitaño Tao»), Yao Zongjue (藥 總 訣, «Fórmulas medicinales generales») y Yangsheng Yanming Lu (養生 延命  «Extractos sobre la naturaleza espiritual nutritiva y la prolongación de la vida corporal»).

## Alquimia externa
En el año 497, el emperador Ming asignó a Tao Hongjing para experimentar con la fundición de espadas, y le proporcionó un asistente, Huang Wenqing (黃文慶) un herrero de los talleres imperiales, que se convirtió en un iniciado de Shangqing en el 505. Los chinos asociaban la metalurgia con la alquimia, en ambas se usaban hornos.
Alrededor del 504, Tao cambió a la investigación de waidan (literalmente, «alquimia exterior», preparación de elixires de hierbas y químicos, de la inmortalidad), y estudió varios métodos que sucesivamente descartó debido a no disponer de los ingredientes, incluso con el apoyo imperial. Finalmente, en el 505, decidió componer el jiuzhuan huandan (九 轉 還 丹, «Elixir Revertido en Nueve Ciclos»). A pesar de la larga investigación y el trabajo preparatorio, la composición fracasó dos veces, en el día de Año Nuevo de entre el 506 y el 507. Tao culpó a estos fallos la falta de aislamiento genuino, ya que Maoshan tenía una gran comunidad de residentes permanentes y sus familias, así como numerosos visitantes en peregrinaciones. Decepcionado, Tao decidió dejar  Maoshan de incógnito y se embarcó en un viaje de cinco años hacia el sudeste, del 508 al 512. Otro intento de producir el elixir fracasó durante esos años. La Historia de las Dinastías del Sur registra que Tao finalmente logró componer un elixir de polvo blanco.

[Tao Hongjing] había obtenido talismanes sobrenaturales e instrucciones secretas. Consideró que podría lograr un elixir, pero se vio obstaculizado por la falta de ingredientes. El emperador le suministró oro, cinabrio, malaquita, realgar y el resto, y posteriormente compuso un Elixir sublimado (feidan 飛 丹). Era del color de la escarcha o la nieve, y cuando se ingería hacía que el cuerpo no pesara. Cuando el emperador consumió este elixir, hubo efectos confirmatorios, y honró a Tao aún más.